# Bayern Múnich (tenis de mesa)
La sección de tenis de mesa del Bayern Múnich es un departamento fundado en 1946 y actualmente cuenta con 104 miembros.
| Fundación:             | 1946                                                                 |
| Liga                   | Hombres: 3. Bundesliga Süd Mujeres: Landesliga Süd/Ost               |
| Jefe del departamento: | Rudi Kahler                                                          |
| Miembros:              | 220 (Desde: 17 de julio de 2015)                                     |
| Instalaciones:         | Schulsporthalle am Innsbrucker Ring Städt. Sporthalle Säbener Straße |
| Sitio web:             | www.fcbayern-tischtennis.de                                          |

La asociación representa actualmente ocho equipos de hombres, un equipo femenino y tres equipos juveniles. El equipo de las mujeres está jugando actualmente en la liga nacional, mientras que el primer equipo de hombres disputa la 3. Bundesliga. El enfoque de este departamento está en la atención a los jóvenes.